# Bledius ruficornis
Bledius ruficornis är en skalbaggsart som beskrevs av Leconte 1863. Bledius ruficornis ingår i släktet Bledius och familjen kortvingar. Inga underarter finns listade i Catalogue of Life.